# Elles Voskes
Elles Voskes (Amsterdam, 3 augustus 1964) is een voormalig topzwemster uit Nederland, die met de estafetteploeg de zilveren medaille won op de 4x100 meter vrije slag bij de Olympische Spelen in Los Angeles (1984). Een jaar eerder, bij de Europese kampioenschappen langebaan (50 meter) in Rome, zette de zwemster van WVZ dezelfde prestatie neer met de aflossingsploeg.